# Luigi Serra di Cassano, IV duca di Cassano
Luigi Serra di Cassano, IV duca di Cassano (Napoli, 30 ottobre 1747 – Napoli, 21 ottobre 1825), è stato un nobile, politico, collezionista, bibliofilo e massone italiano.

## Biografia

### I primi anni
Nato a Napoli nel 1747, Luigi era figlio del nobile genovese Giuseppe Maria Serra e della cugina di questi, Laura Serra, duchessa di Cassano. La madre, amica di Bernardo Tanucci, era unica erede del padre e della fortuna dei Serra, duchi di Cassano, che portò in dote al figlio. Suo padre, discendeva da un'avita casata genovese e fratello della sua bisnonna era stato il doge Giovanni Battista Cattaneo Della Volta.
Luigi era il terzogenito della coppia e venne battezzato il giorno stesso della sua nascita nella cappella del palazzo della sua famiglia a Pizzofalcone. Quando nel 1749 morì suo fratello maggiore Francesco Maria, a soli dieci anni, Luigi divenne erede della fortuna di sua madre. Ebbe come precettore Domenico Alfeno Vario, futuro professore di diritto civile presso l'Università di Pavia ed ebbe possibilità di studiare a Montecassino. Soggiornò e studiò per un breve periodo anche a Parma ove ebbe modo di eccellere nel campo delle scienze, pur ereditando del padre una certa bibliofilia e arrivando a costituire all'epoca una delle biblioteche di incunaboli più preziose d'Europa.
L'11 febbraio 1771 venne ammesso nel Sovrano Militare Ordine di Malta come cavaliere e nel 1773 divenne gentiluomo di camera del re di Napoli. Nel 1774 divenne deputato al seggio di Portanuova. Simpatizzante della massoneria, il 27 agosto 1782 aderì alla loggia "La Vittoria" di Napoli, della quale nel 1784 divenne Gran Maestro.
Alla morte di sua madre, avvenuta il 22 settembre 1790, Luigi ereditò il titolo di IV duca di Cassano oltre a quelli di marchese di Riva del Ebro, marchese di Almendralejo e di Strevi e i patriziati ereditari di Napoli, Genova, Spoleto e Camerino. Nell'amministrazione dei suoi feudi fu moderno e attento allo sviluppo locale, promuovendo la produzione di grano, liquirizia e prodotti derivati dal latte, nonché fece erigere una "maccheroneria" che però non ebbe il successo sperato.

### La rivoluzione napoletana
Negli anni della rivoluzione francese prima e di quella napoletana poi, il Serra con alcuni dei suoi figli venne coinvolto nelle complicate vicende del periodo al punto che Luigi venne allontanato da corte e suo figlio Giuseppe venne arrestato per sospetta cospirazione. Il suo atteggiamento, ad ogni modo, si dimostrò accondiscendente nei confronti del regno quando nel 1792 contribuì personalmente con una copiosa somma al finanziamento di un grande esercito per la difesa dei confini del napoletano dai francesi. Continuò negli anni successivi a mostrarsi zelante servitore del regno napoletano, ma nel salotto del suo palazzo nel frattempo teneva riunioni e incontri con molti altri nobili insoddisfatti della situazione generale del regno e che vedevano nella rivoluzione l'unica soluzione per sperare in una rinascita del sud Italia. Con l'avvento della Repubblica Napoletana, il 25 gennaio 1799, Luigi Serra di Cassano ottenne un seggio presso la nuova amministrazione comunale di Napoli, ma preferì rifiutare in favore del figlio pur comunque continuando ad appoggiare gli ideali rivoluzionari.
Con il ritorno dei Borbone a Napoli, il primogenito di Luigi, Giuseppe, fuggì mentre Gennaro, che era rimasto in patria, venne decapitato il 20 agosto 1799 in piazza del mercato nella capitale. Questo fatto segnò l'inizio di un incolmabile divario tra i Serra e i Borbone al punto che i primi, in segno di disprezzo nei confronti del governo, decisero di chiudere il portone principale del loro palazzo. L'altro motivo per cui Luigi Serra ebbe in odio la monarchia borbonica era la decisione di Ferdinando I di esiliare per sette anni la moglie Giulia con la sorella Maria Antonia, malgrado queste avessero pagato la somma di 30.000 ducati in segno di sottomissione. Infine lo stesso Luigi venne arrestato il 18 luglio 1799, e scarcerato il 2 maggio 1800 per essere condannato anch'egli all'esilio. Uguale condanna toccò al fratello Stanislao, malgrado l'appoggio economico prestato alle armate del cardinale Fabrizio Ruffo in Calabria.

### L'esilio ed il regno napoleonico
Luigi Serra si portò quindi in esilio dapprima a Marsiglia, in Francia, e poi a Roma. Dopo la firma della pace di Firenze, il suo patrimonio napoletano venne dissequestrato e Luigi, non potendo rientrare alla capitale, decise di affidarlo in gestione al fratello Stanislao che aveva potuto invece rientrare.
Nell'aprile del 1804, anche Luigi poté far ritorno a Napoli. Il suo appoggio all'ideale rivoluzionario, gli valse la simpatia dei napoleonici quando sul trono napoletano ascese Giuseppe Bonaparte il quale, il 22 febbraio 1806, lo nominò direttore della Segreteria per gli affari ecclesiastici (poi denominata ministero del Culto), divenendo nel maggio di quello stesso anno consigliere di Stato. La sua nomina e la garanzia della sua lealtà vennero sponsorizzate in particolar modo dall'ex ambasciatore francese, Charles-Jean-Marie Alquier.
Sotto il nuovo governo, Luigi venne inizialmente incluso nel novembre del 1806 in una delegazione da inviare in Francia a Napoleone per complimentarsi con lui delle vittorie conseguite recentemente in Prussia, ma dovette rinunciarvi sul finire del mese per indisposizione. Nel 1807 gli venne conferito l'incarico di corte di gran cacciatore del regno ed il 20 maggio 1808 quello di cavaliere dell'ordine delle Due Sicilie da poco costituito. Il 12 giugno, Napoleone lo insignì del titolo di Grand Aigle della Legion d'Onore.
Durante questo periodo, a livello amministrativo, cercò di fare del proprio meglio come ministro del culto perché il clero napoletano venisse mantenuto in essere, ma nel contempo che questo parteggiasse apertamente per il Bonaparte, operando in favore del nuovo regno napoleonico. Per questo motivo firmò per l'espulsione dei gesuiti dal regno delle Due Sicilie, come pure la soppressione di alcuni ordini che si erano rifiutati di aderire alle nuove normative, imponendo a molti altri di fornire strutture idonee e di compartecipare all'istruzione pubblica. Rimase in carica sino al 15 aprile 1807. Con queste soppressioni incamerò a basso prezzo buona parte del patrimonio librario dei conventi degli ordini, acquistando nel 1814 l'intera raccolta dell'accademico ercolanese Domenico Ronchi, con diversi volumi rari e manoscritti.

### La Restaurazione e gli ultimi anni
Con la Restaurazione borbonica nel 1815, temette seriamente per la propria vita a causa della propria eccessiva compromissione col regime rivoluzionario prima e napoleonico poi, ma Ferdinando I decise semplicemente di ignorarlo, anche sapendo che le sue rocambolesche imprese avevano finito per ridurlo quasi sull'orlo della bancarotta. Tra il 1819 ed il 1820, infatti, venne costretto a vendere gran parte dei propri preziosi volumi al nobile e collezionista inglese George Spencer, II conte Spencer.
Morì a Napoli il 21 ottobre 1825.

## Matrimonio e figli
Luigi Serra di Cassano sposò a Napoli il 17 giugno 1770 la nobildonna Giulia Carafa Cantelmo Stuart (1755–1841), figlia di Gennaro Maria, principe di Roccella, donna descritta dai contemporanei come avvenente ed intelligente. In quello stesso giorno venne celebrato anche il matrimonio tra Maddalena, sorella minore di Luigi, e il fratello di Giulia, Gherardo Carafa, conte di Policastro.
Dall'unione tra Luigi e Giulia, nacquero ben quattordici figli:
- Giuseppe (1771-1837), V duca di Cassano, patriota della Repubblica Napoletana, sposò Teresa di Tocco Cantelmo Stuart
- Gennaro Maria (1772-1799), patriota della Repubblica Napoletana
- Laura (1774-1820), sposò nel 1792 il nobile Onorato Caetani dell'Aquila d'Aragona, principe di Piedimonte
- Teresa (1776-1844), sposò nel 1792 il nobile Cataldo Caracciolo, principe di Atena
- Maria Rosa (1777-?)
- Maria Maddalena (1778-?)
- Vincenzo (1779-?)
- Maria Anna (1780-?)
- Eleonora (1782-1834), sposò nel 1803 il nobile Maffeo Barberini Colonna di Sciarra, VII principe di Carbognano
- Francesco (1783-1850), cardinale, arcivescovo di Capua
- Giovanni Battista (1784-?)
- Michele (1786-?)
- Maria Antonia (1790-?)
- Luigi (1797-?)

## Genealogia
|                                              |                 |                                                         | Genitori                                        |  |  | Nonni |  |  | Bisnonni       |  |  | Trisnonni       |  |
|                                              |                 |                                                         |                                                 |  |  |       |  |  | Girolamo Serra |  |  | Francesco Serra |  |
|                                              |                 |                                                         |                                                 |  |  |       |  |  | Girolamo Serra |  |  | Francesco Serra |  |
|                                              |                 | Anna Lomellini                                          |                                                 |  |  |       |  |  | Girolamo Serra |  |  |                 |  |
| Francesco Maria Serra                        |                 |                                                         |                                                 |  |  |       |  |  | Girolamo Serra |  |  |                 |  |
|                                              |                 | Bianca Cattaneo della Volta                             | Niccolò Cattaneo della Volta                    |  |  |       |  |  |                |  |  |                 |  |
|                                              |                 | Bianca Cattaneo della Volta                             | Niccolò Cattaneo della Volta                    |  |  |       |  |  |                |  |  |                 |  |
|                                              |                 | Bianca Cattaneo della Volta                             | Anna Maria Pallavicini                          |  |  |       |  |  |                |  |  |                 |  |
| Giuseppe Serra                               |                 | Bianca Cattaneo della Volta                             |                                                 |  |  |       |  |  |                |  |  |                 |  |
|                                              |                 | Giovanni Battista Negrone, I conte di Monterubiaglio    | Ambrogio Negrone                                |  |  |       |  |  |                |  |  |                 |  |
|                                              |                 | Giovanni Battista Negrone, I conte di Monterubiaglio    | Ambrogio Negrone                                |  |  |       |  |  |                |  |  |                 |  |
|                                              |                 | Giovanni Battista Negrone, I conte di Monterubiaglio    | Laura Spinola                                   |  |  |       |  |  |                |  |  |                 |  |
| Laura Negrone, II contessa di Monterubiaglio |                 | Giovanni Battista Negrone, I conte di Monterubiaglio    |                                                 |  |  |       |  |  |                |  |  |                 |  |
|                                              |                 | Teresa Fieschi                                          | Sinibaldo Fieschi                               |  |  |       |  |  |                |  |  |                 |  |
|                                              |                 | Teresa Fieschi                                          | Sinibaldo Fieschi                               |  |  |       |  |  |                |  |  |                 |  |
|                                              |                 | Teresa Fieschi                                          | Apollonia Spinola                               |  |  |       |  |  |                |  |  |                 |  |
| Luigi Serra di Cassano, IV duca di Cassano   |                 | Teresa Fieschi                                          |                                                 |  |  |       |  |  |                |  |  |                 |  |
|                                              | Francesco Serra | Giovanni Francesco Serra, II marchese di Strevi         |                                                 |  |  |       |  |  |                |  |  |                 |  |
|                                              | Francesco Serra | Giovanni Francesco Serra, II marchese di Strevi         |                                                 |  |  |       |  |  |                |  |  |                 |  |
|                                              | Francesco Serra | Maria Giovanna Doria                                    |                                                 |  |  |       |  |  |                |  |  |                 |  |
| Giuseppe Serra, II duca di Cassano           | Francesco Serra |                                                         |                                                 |  |  |       |  |  |                |  |  |                 |  |
|                                              |                 | Laura Maria Anna Doria                                  | Carlo I Doria Del Carretto                      |  |  |       |  |  |                |  |  |                 |  |
|                                              |                 | Laura Maria Anna Doria                                  | Carlo I Doria Del Carretto                      |  |  |       |  |  |                |  |  |                 |  |
|                                              |                 | Laura Maria Anna Doria                                  | Giovanna Maddalena Gonzaga                      |  |  |       |  |  |                |  |  |                 |  |
| Laura Serra, III duchessa di Cassano         |                 | Laura Maria Anna Doria                                  |                                                 |  |  |       |  |  |                |  |  |                 |  |
|                                              |                 | Francesco Maria Caracciolo Pisquizi, IX duca di Martina | Petracone V Caracciolo, VIII duca di Martina    |  |  |       |  |  |                |  |  |                 |  |
|                                              |                 | Francesco Maria Caracciolo Pisquizi, IX duca di Martina | Petracone V Caracciolo, VIII duca di Martina    |  |  |       |  |  |                |  |  |                 |  |
|                                              |                 | Francesco Maria Caracciolo Pisquizi, IX duca di Martina | Aurelia Maria Imperiali                         |  |  |       |  |  |                |  |  |                 |  |
| Maria Rosa Caracciolo Pisquizi               |                 | Francesco Maria Caracciolo Pisquizi, IX duca di Martina |                                                 |  |  |       |  |  |                |  |  |                 |  |
|                                              |                 | Eleonora Caetani dell'Aquila                            | Gaetano Francesco Caetani, IX duca di Sermoneta |  |  |       |  |  |                |  |  |                 |  |
|                                              |                 | Eleonora Caetani dell'Aquila                            | Gaetano Francesco Caetani, IX duca di Sermoneta |  |  |       |  |  |                |  |  |                 |  |
|                                              |                 | Eleonora Caetani dell'Aquila                            | Costanza Barberini                              |  |  |       |  |  |                |  |  |                 |  |
|                                              |                 | Eleonora Caetani dell'Aquila                            |                                                 |  |  |       |  |  |                |  |  |                 |  |